# Butterfly (chanson de Kumi Kōda)
Pour les articles homonymes, voir Butterfly.
Singles de Kumi Kōda
Hot Stuff
(2005) Flower
(2005)
Butterfly est le 16e single de Kumi Kōda sorti sous le label Rhythm Zone le 22 juin 2005 au Japon. Il atteint la 2e place du classement de l'Oricon. Il se vend à 45 303 exemplaires la première semaine, et reste classé pendant 22 semaines, pour un total de 125 662 exemplaires vendus. Il sort en format CD et CD+DVD.
Butterfly a été utilisé comme thème musical pour le drama Kosume no mahō 2 et Your Sunshine a été utilisé comme campagne publicitaire pour Nivea.
Butterfly se trouve sur la compilation Best: First Things et sur l'album remix Koda Kumi Driving Hit's. Taisetsu na kimi e se trouve sur la compilation Best: Bounce and Lovers et sur l'album remix Koda Kumi Driving Hit's 2.

## Liste des titres
Toutes les paroles sont écrites par Kumi Kōda.
| 1. | Butterfly                                      | Miki Watanabe               | 4:20 |
| 2. | Your Sunshine                                  | JUNPEI TAKADA FROM B・WORKS | 3:44 |
| 3. | Taisetsu na kimi e (大切な君へ)                | Daisuke "DAIS" Miyachi      | 4:34 |
| 4. | Butterfly (instrumental)                       | Miki Watanabe               | 4:19 |
| 5. | Your Sunshine (instrumental)                   | JUNPEI TAKADA FROM B・WORKS | 3:43 |
| 6. | Taisetsu na kimi e (instrumental) (大切な君へ) | Daisuke "DAIS" Miyachi      | 4:30 |

| 1. | Butterfly |  |
| 2. | Making of |  |